# Ebenezer Place
Der Ebenezer Place in der schottischen Hafenstadt Wick gilt mit einer Länge von zwei Metern und sechs Zentimetern laut Guinness-Buch der Rekorde als kürzeste Straße der Welt. Zum Ebenezer Place gehört nur die schmalste Seite des Gebäudes von Mackays Hotel, an der sich der Eingang zum „No. 1 Bistro“ befindet.
Das Hotel wurde 1883 von Alexander Sinclair errichtet, nachdem dieser nach erfolgreicher Geschäftstätigkeit in den USA nach Schottland zurückgekehrt war. Die Ortsverwaltung wies ihn an, ein Straßenschild an der kurzen Gebäudeseite anzubringen, da man davon ausging, es führe eine Straße vorbei. Der Name „Ebenezer Place“ wurde aber erst 1887 als Straße von der Ortsverwaltung registriert, nachdem dort eine Eingangstür eingebaut worden war.
Bis ins Jahr 2006, als der Ebenezer Place ins Guinness-Buch aufgenommen wurde, galt die etwas über fünf Meter lange Elgin Street im englischen Bacup als kürzeste Straße der Welt. Ganz unumstritten ist die Einstufung des Ebenezer Place als Straße nicht.
Der Ebenezer Place befindet sich an der Stelle, an der die von Süden kommende Union Street in die von Südost nach Nordwest verlaufende River Street einmündet. Nur wenige Meter weiter nordwestlich mündet die River Street in einen Kreisverkehr, an dem sie mit der Cliff Road, der Station Road und der Bridge Street zusammentrifft.